# Club de Fútbol Villanovense
Maillots
Le Club de Fútbol Villanovense est un club espagnol de football basé à Villanueva de la Serena, dans la province de Badajoz en Estrémadure.

## Histoire
| \| Villanueva de la Serena \| Emplacement de · Villanueva de la Serena, · en Espagne. |
| Villanueva de la Serena                                                               |

Le club évolue en Segunda División B (troisième division) pendant plusieurs saisons : tout d'abord lors de la saison 2003-2004, puis lors de la saison 2006-2007, ensuite lors de la saison 2009-2010, puis de 2011 à 2013, et enfin à compter de 2014.
Il réalise sa meilleure performance en Segunda División B lors de la saison 2016-2017, où il se classe troisième du Groupe IV, avec 18 victoires, 12 nuls et 8 défaites.
Le club affronte le FC Barcelone, champion d'Europe en titre, lors des 1/16es de finale de la Coupe d'Espagne en octobre 2015.

## Palmarès
- Champion de Tercera División : 2006, 2011 et 2014